# De zwarte meteoor
De zwarte meteoor is een Nederlandse film uit 2000.
De film is gebaseerd op het gelijknamige boek van Tom Egbers en kreeg voor de internationale markt de titel The Black Meteor mee.

## Verhaal
De film speelt zich af eind jaren '50, wanneer de voetbalclub SC Heracles uit Almelo zich versterkt met een voetballer uit Afrika.
Deze eerste zwarte speler in het Nederlands betaald voetbal, Steve Mokone genaamd, is verantwoordelijk voor het succes dat Heracles behaalt. Het verandert het gehele leven in het Overijsselse stadje. Mokone bouwt een unieke vriendschap op met de 15-jarige Felix, maar verdwijnt uiteindelijk met dezelfde snelheid als hij is gekomen.

## Rolverdeling
| Acteur                   | Personage                      |
| ------------------------ | ------------------------------ |
| Jet Novuka               | Steve Mokone                   |
| Thekla Reuten            | Vera                           |
| Gijs Scholten van Aschat | Schouten (voorzitter Heracles) |
| Peter Tuinman            | Vader Verbeek                  |
| Erik van der Horst       | Felix Verbeek                  |
| Angelique de Bruijne     | Buurvrouw van Felix            |
| Roef Ragas               | Jaap Stegehuis                 |
| Caro Lenssen             | Mies                           |
| J.C. Booijink            | Drummer                        |
| Aus Greidanus sr.        | Trainer Heracles               |